# Trolejbusy Škoda

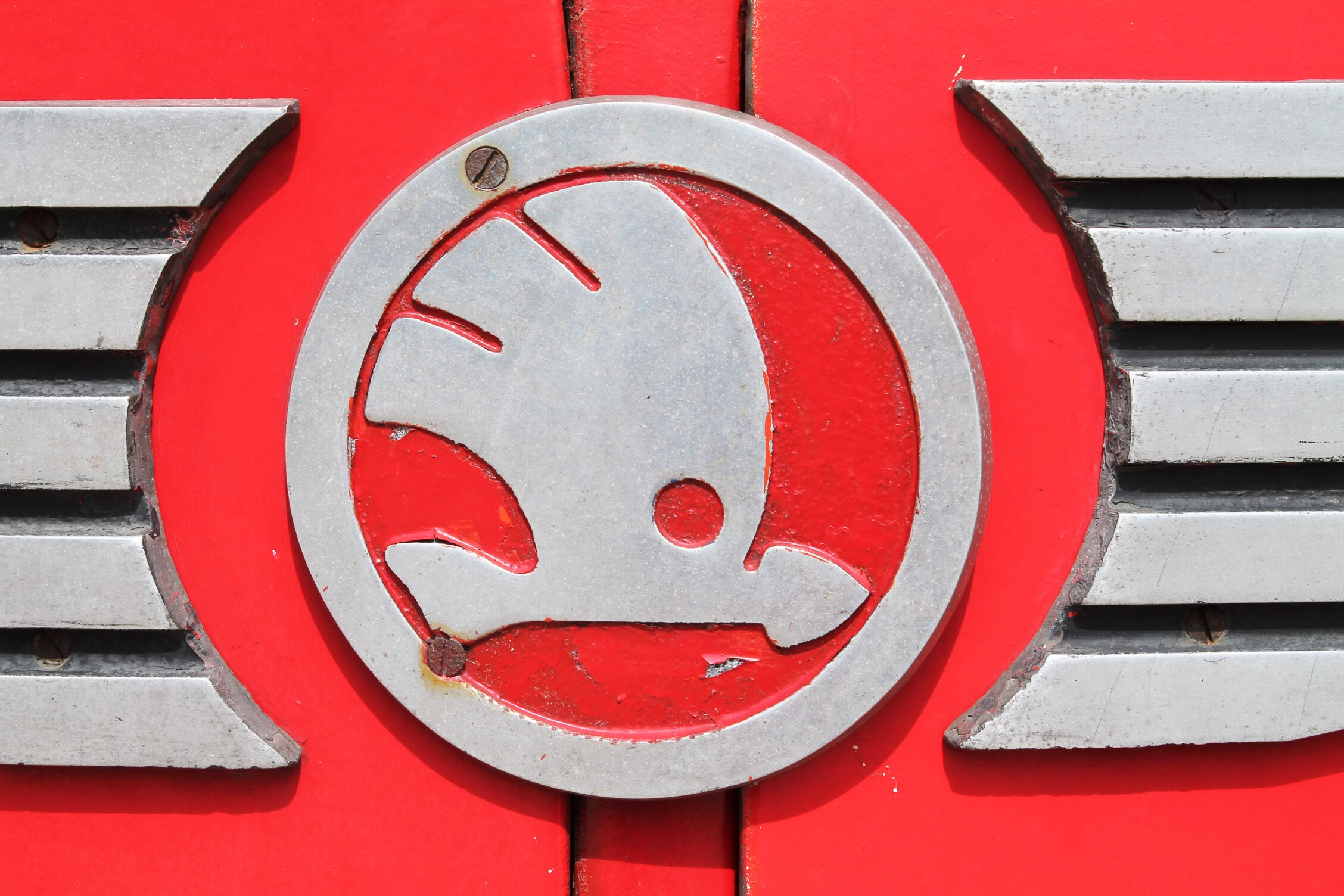
Znak Škody na předním čele trolejbusu Škoda 8Tr

Trolejbusy vyrábí plzeňská firma Škoda Electric od roku 2003, přičemž sama navázala na výrobu trolejbusů podniku Škoda v Plzni v letech 1936–1960 a podniku Škoda Ostrov v letech 1960–2004. Nejstarší trolejbus značky Škoda, třínápravový prototyp z roku 1936 označený jako 1Tr, byl určen pro Prahu. Po druhé světové válce byla koncepce trolejbusů změněna, od typu 6Tr se jednalo o dvounápravové vozy se samonosnou karoserií. První kloubový vůz vlastní výroby typu 15Tr spatřil světlo světa v roce 1983, o deset let později opustil brány továrny první nízkopodlažní trolejbus (22Tr). Nejnovější modely využívají karoserií autobusových výrobců, Škoda Electric spolupracuje především s firmami Iveco Czech Republic, Solaris Bus & Coach, SOR Libchavy a Temsa.

## Historický přehled

### Výroba v Mladé Boleslavi a Plzni do roku 1960

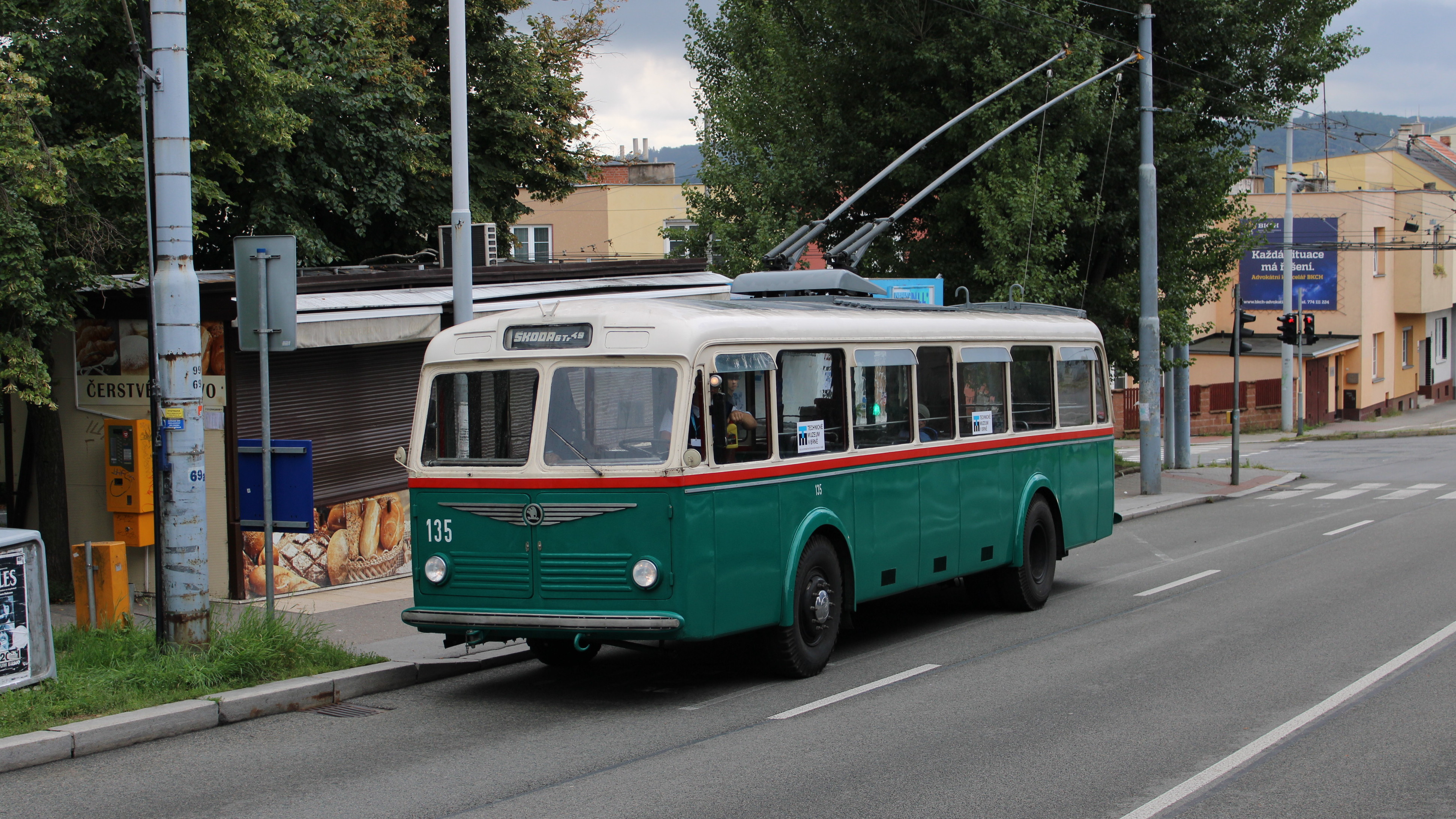
Plzeňský trolejbus Škoda 6Tr

První trolejbus značky Škoda byl projektován od roku 1932, kdy podnik (podobně jako firmy Praga a Tatra) podal nabídku Elektrickým drahám hl. m. Prahy do soutěže na dodávku trolejbusů pro chystanou trolejbusovou síť, díky čemuž byly vyrobeny celkem tři trolejbusové prototypy: Škoda 1Tr, Tatra 86 a Praga TOT.
První exemplář Škoda 1Tr byl postaven v roce 1936; jeho třínápravový podvozek a karosérii smíšené konstrukce (dřevěný rám s oplechováním) zkonstruoval a vyrobil mladoboleslavský závod ASAP, plzeňský elektrotechnický závod Škoda do něj pak zabudoval elektrickou výzbroj. Na základě výsledků provozu byla v Boleslavi postavena pětikusová série vylepšeného typu Škoda 2Tr s třínápravovým podvozkem a prodlouženou celokovovou karosérií; tyto trolejbusy měly výrazně sníženou podlahu pro rychlejší výměnu cestujících. Po zamontování elektrovýzbroje v Plzni (včetně akumulátorů pro nouzový pojezd) byly roku 1938 opět dodány do Prahy. Z tohoto typu vycházel i vylepšený typ Škoda 3Tr, opět s konstrukcí z Mladé Boleslavi a elektrovýzbrojí z Plzně, který vyroben ve dvou sériích v letech 1941 a 1943 pro nově vzniklý plzeňský trolejbusový provoz.
Poválečná třetí série typu 3Tr již byla vyrobena kompletně v Plzni v letech 1947 až 1948. Z období druhé světové války pochází nerealizované projekty 4Tr, odvozený od předchozího typu 3Tr, a menší 5Tr, jenž představoval změny v konstrukci škodováckých trolejbusů: měl být dvounápravový, měl mít samonosnou karoserií a sériový motor (oproti kompaundním motorům v předchozím typech). Na tento směr vývoje navázaly vozy Škoda 6Tr, které byly v roce 1949 již kompletně vyrobeny v Plzni a které byly určeny pro Brno (+ jeden vůz pro Plzeň). Typ Škoda 7Tr, vyráběný v Plzni v letech 1950–1955, byl upravenou verzí modelu 6Tr a zároveň prvním trolejbusem značky Škoda, který byl dodán do téměř všech trolejbusových provozů v Československu a který byl také exportován. Vozy z části druhé výrobní série byly kvůli nedostatku výrobních kapacit vybaveny elektrickou výzbrojí z pražského ČKD. Trolejbusy Škoda 8Tr měly mechanickou část shodnou s předchozím typem, úpravy se dotkly pouze elektrické části. Tyto vozy již byly poměrně rozsáhle exportovány. Jejich produkce, která mezi lety 1956 a 1961 dosáhla téměř 750 kusů, probíhala nejprve v Plzni, v roce 1960 byla přesunuta do nového závodu v Ostrově, kde vznikl podnik Škoda Ostrov.

### Výroba v Ostrově 1960–2004

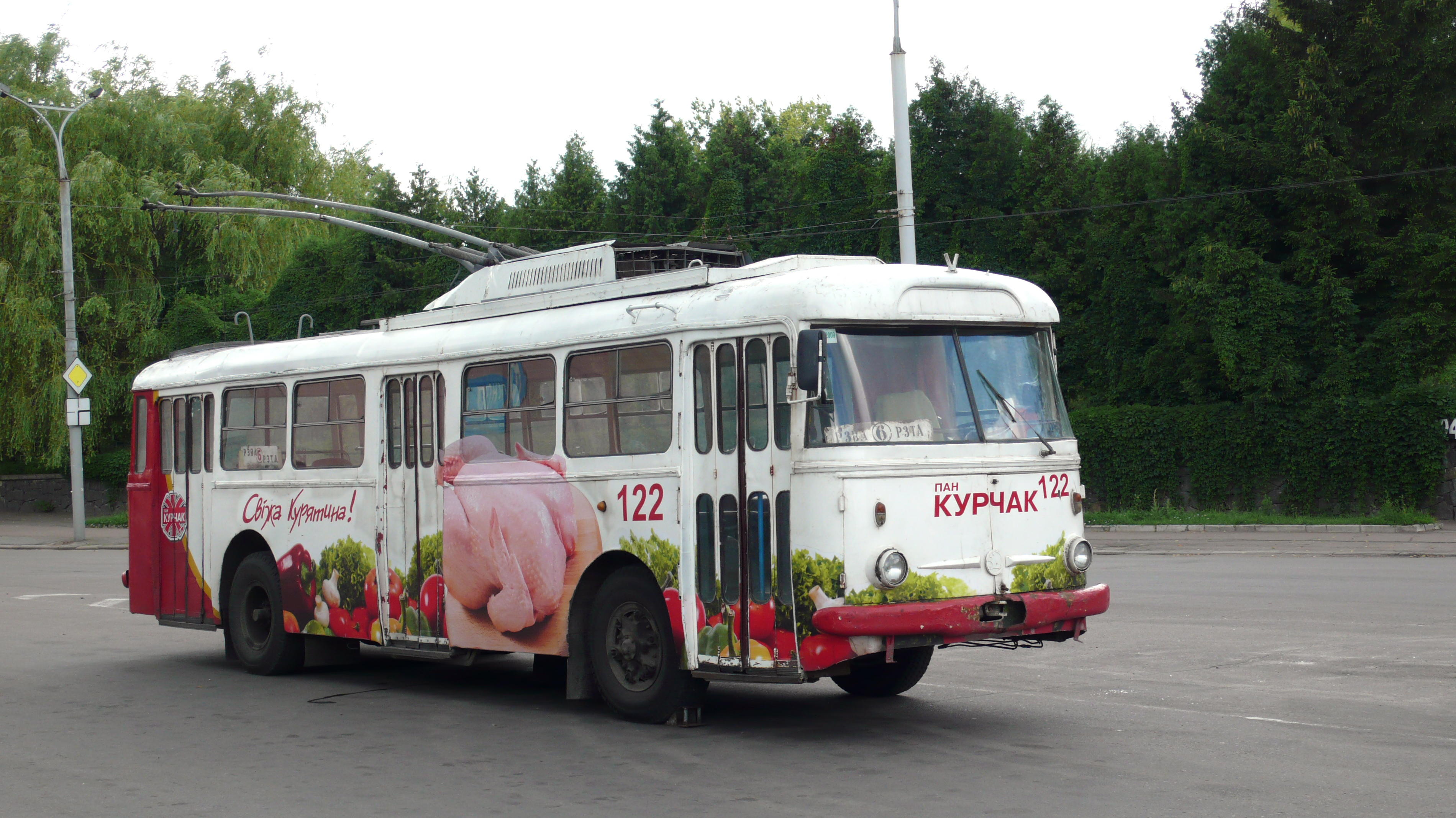
Škoda 9TrHT v ukrajinském Rovně

Typ Škoda 9Tr, pokračovatel vývojové řady, se se svými téměř 7500 vyrobenými vozy stal nejpočetnějším trolejbusem s okřídleným šípem ve znaku a po sovětském ZiU-9/ZiU-682 také druhým nejvyráběnějším trolejbusem na světě. Jeho první prototyp, vzniklý v Plzni v roce 1958, se zapojil do porovnávacích provozních zkoušek s třínápravovým trolejbusem Tatra 401, jež navázaly na porovnávání typů 8Tr a T 400 konané od roku 1957. Po jejich vyhodnocení v roce 1959 byla v Tatře ukončena výroba trolejbusů a Škoda se tak stala jediným československým trolejbusovým producentem. Upravený druhý prototyp z roku 1960 byl již vzorem pro sériovou výrobu, která byla zahájena v Ostrově o rok později ověřovací sérií. V průběhu 21leté produkce tohoto modelu, jehož výroba byla ukončena v roce 1982, došlo k řadě úprav, přičemž těmi nejvýznamnějšími bylo zabudování hydraulického řízení (od roku 1976 typ 9TrH) a osazení tyristorové pulzní regulace, která umožnila snížit spotřebu elektrické energie (od roku 1979 typ 9TrHT, prototypy 9TrT pocházely již z let 1970–1972). Z trolejbusů 9Tr byl odvozen třínápravový kloubový typ 10Tr, k jeho realizaci však nikdy nedošlo. Škoda T 11 měla představovat unifikaci trolejbusu a autobusu, neboť téměř shodné mechanické části, tj. podvozek a karoserii sestavenou z panelů, měla vyrábět vysokomýtská Karosa. Zatímco autobusy pod označeními Karosa ŠM/ŠL/ŠD 11 byly produkovány v tisícových sériích, trolejbus T 11 se po funkčním vzorku (1964) a prototypu (1965) dočkal v roce 1967 pouze šestikusové ověřovací série. Důvodem byly jednak vysoké ceny dílů karoserie, jednak celkové omezování trolejbusové dopravy v celém Československu a útlum jejich výroby. Projekt 12Tr představoval na základě požadavku kyjevského dopravního podniku spřažení dvou trolejbusů 9Tr do trolejbusového vlaku (označován jako tzv. scepka), který by byl ovládán pouze řidičem z předního vozu, přičemž měla být i po rozpojení zachována provozuschopnost obou samostatných vozidel. Ačkoliv tento typ nebyl ve Škodě vyráběn, někteří dopravci v Sovětském svazu si podle dokumentace upravovali svoje vozy sami, čímž vzniklo asi 500 souprav.

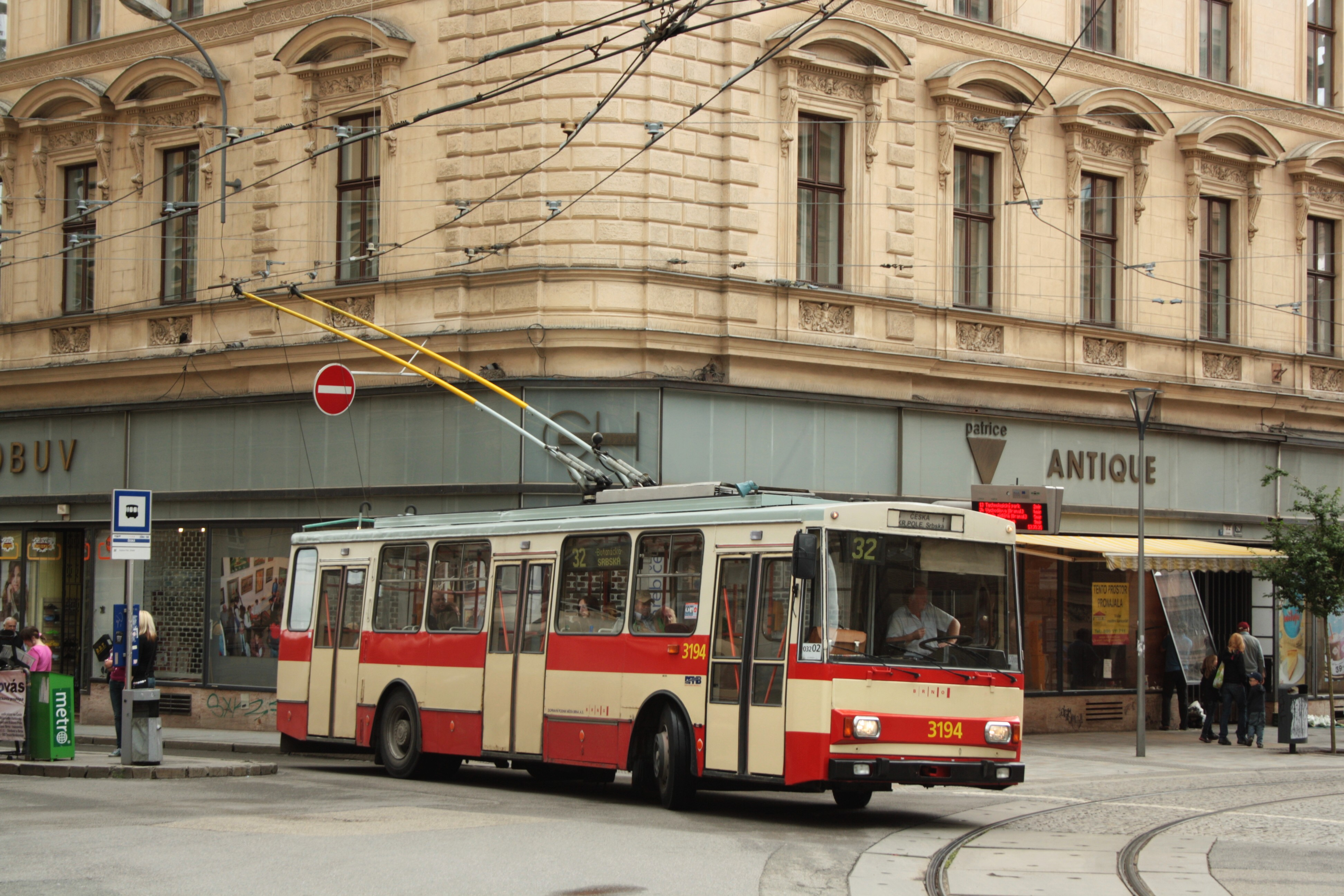
Škoda 14Tr v Brně

Nerealizovaný typ 13Tr měl mít laminátovou sendvičovou karoserii s ocelovou kostrou jednotlivých panelů, kvůli problémům se zaváděním výroby nových materiálů však zůstalo pouze u projektu. Jeho koncepci a tvarové řešení však částečně převzala Škoda 14Tr, která byla s téměř 3300 vyrobenými kusy základního modelu druhým nejpočetnějším trolejbusem značky Škoda. Samonosná karoserie tohoto typu byla opět ocelová, tentokrát však svařená z několika skupin (rám, čela, boční stěny, střecha), vozy také disponovaly tyristorovou pulzní regulací. Ačkoliv první dva prototypy byly vyrobeny již v letech 1972 a 1974, kvůli stagnaci trolejbusové dopravy v 70. letech 20. století byly konstrukční práce obnoveny teprve v roce 1978 a produkce pokračovala v roce 1980 dalšími prototypy, po nichž následovala v roce 1981 ověřovací série a poté běžná sériová výroba. Ta trvala do roku 1999 a během let docházelo k různým úpravám produkovaných vozidel. Od vozů 14Tr byl odvozen třínápravový kloubový model Škoda 15Tr, který se stal prvním článkovým trolejbusem československé výroby. Jeho první dva prototypy vznikly v roce 1983, sériová výroba byla zahájena v roce 1988. Roku 1985 byla vyrobena souprava (řešená od roku 1979 opět na základě zájmu kyjevského dopravního podniku) dvou spřažených vozů 14Tr, která byla označena jako trolejbusový vlak TV – 14Tr. Jeho přední vůz měl být po rozpojení schopen běžného provozu, zadní vůz disponoval pouze omezenou možností pojezdu. Zkoušky vlaku však nebyly dokončeny a další produkce nebyla zahájena. Typ 16Tr měl být modernějším nástupcem „čtrnáctky“, k jeho výrobě však nedošlo. V roce 1983 vznikl ideový návrh tříčlánkového čtyřnápravového trolejbusu odvozeného od typu 14Tr, který byl později označen jako 20Tr, ani tento model se realizace nedočkal.
Škoda 17Tr měla být, podobně jako typ T 11 o 20 let dříve, vozem z unifikované řady autobusů a trolejbusů. Výrobcem mechanické části, téměř shodné s autobusy nové řady 800, byla opět Karosa. Ve Škodě byl v roce 1987 dokončen funkční vzorek trolejbusu. Zkoušky však nebyly dokončeny, výroba nebyla zahájena (podobně však skončily i autobusy řady 800). Kromě funkčního vzorku byly Karosou vyrobeny a Škodě dodány i dvě karoserie pro plánované prototypy. Všechny tři vozy 17Tr byly nakonec odprodány ostravskému dopravnímu podniku, který je v průběhu 90. let dokončil a zprovoznil s elektrickou výzbrojí z typu 14Tr. Společně s modelem 17Tr byl konstrukčně zpracován i třínápravový kloubový trolejbus 18Tr a došlo též k ideovému návrhu čtyřnápravového tříčlánkového typu 19Tr.

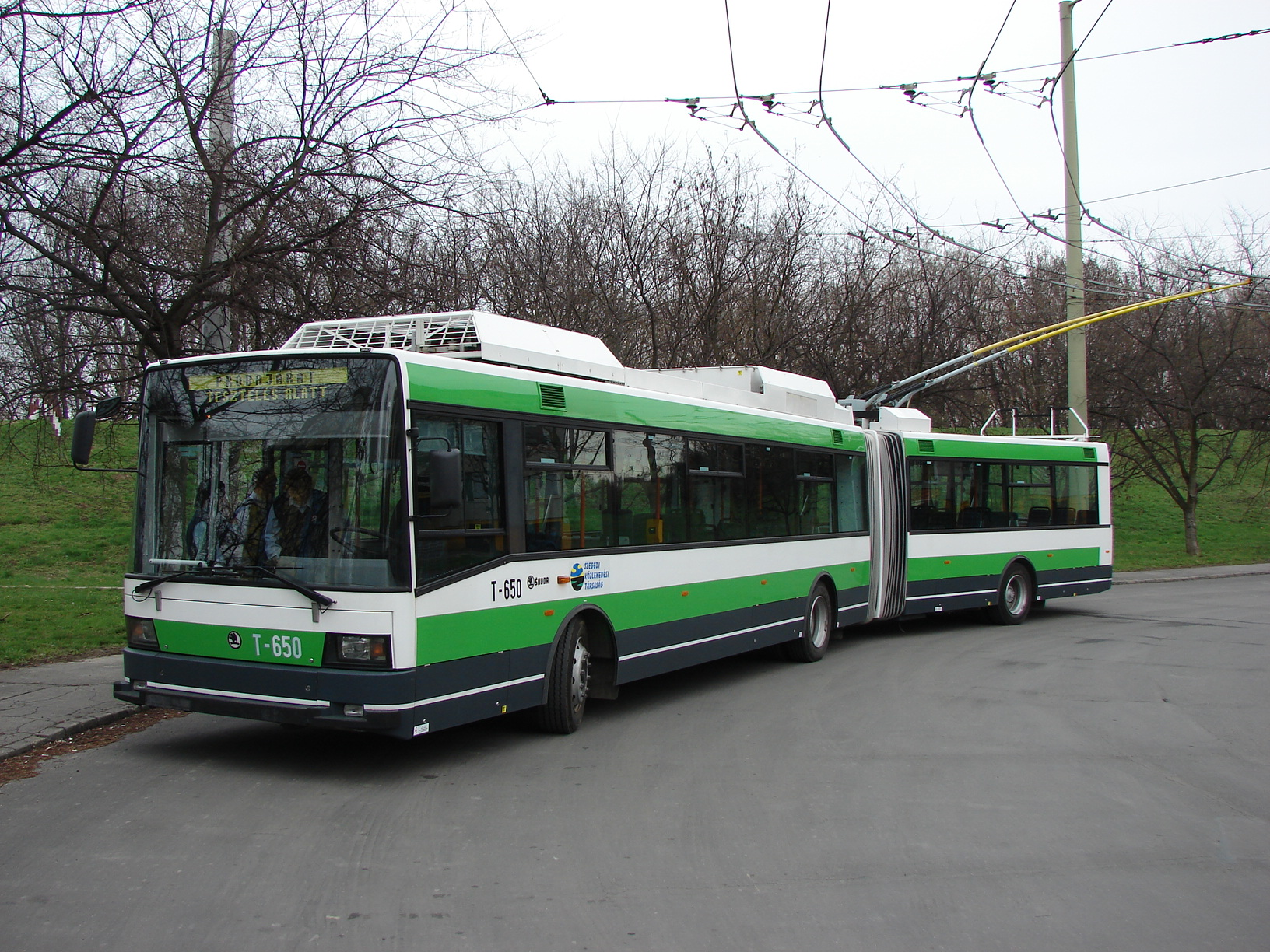
Škoda 22TrAC v maďarském Szegedu

Po roce 1990 se prvním novým a také vůbec prvním nízkopodlažním modelem stal třínápravový kloubový trolejbus Škoda 22Tr o délce 18 m a s neobvyklým umístěním jednoho páru dveří okolo kloubového měchu. První dva prototypy byly vyrobeny v letech 1993 (s elektrickou výzbrojí AEG) a 1994. Po dořešení poměrně dlouhého vývoje byla v roce 2002 zahájena sériová výroba, která však trvala pouze do uzavření ostrovského závodu v roce 2004. Kromě běžných vozů vybavených stejnosměrnou výzbrojí s GTO tyristorovým pulzním měničem a synchronními motory vznikl i prototyp 22TrAC se střídavou výzbrojí, asynchronním motorem a IGBT tranzistorovým pulzním měničem. K rodině trolejbusu 22Tr patří také standardní dvounápravový typ Škoda 21Tr (unifikovaný s autobusem Škoda 21Ab), který byl vyráběn v letech 1995–2004. I ten se dočkal varianty se střídavou výzbrojí (typ 21TrAC) a navíc s možností pomocného dieselagregátu (typ 21TrACI). Pod označením 23Tr se skrývá ideový návrh čtyřnápravového tříčlánkového nízkopodlažního trolejbusu, který měl být odvozen od „dvaadvacítky“.
V 90. letech 20. století vzniklo několik odlišných variant trolejbusů 14Tr a 15Tr. Mezi lety 1995 a 2004 byly vyráběny modernizované verze těchto vozidel, které byly označeny jako Škoda 14TrM a Škoda 15TrM. Zcela speciální verze vznikly pro americké provozy v Daytonu a San Franciscu. V obou případech byly sériové vozy kompletovány až v USA, kam Škoda dodala skelety karoserií a elektrickou výzbroj. Pro Dayton byly tímto způsobem vyrobeny vozy Škoda 14TrE, pro San Francisco obdobný typ Škoda 14TrSF i jeho kloubová verze Škoda 15TrSF. Výroba trolejbusů ve Škodě Ostrov byla ukončena v roce 2004, v následujících letech byly ještě v areálu závodu (nejprve Škodou, posléze firmou JPR lighting) vyráběny náhradní skelety vozů 14TrM, které byly určeny pro modernizace starších vozidel.

### Výroba v Plzni od roku 2003

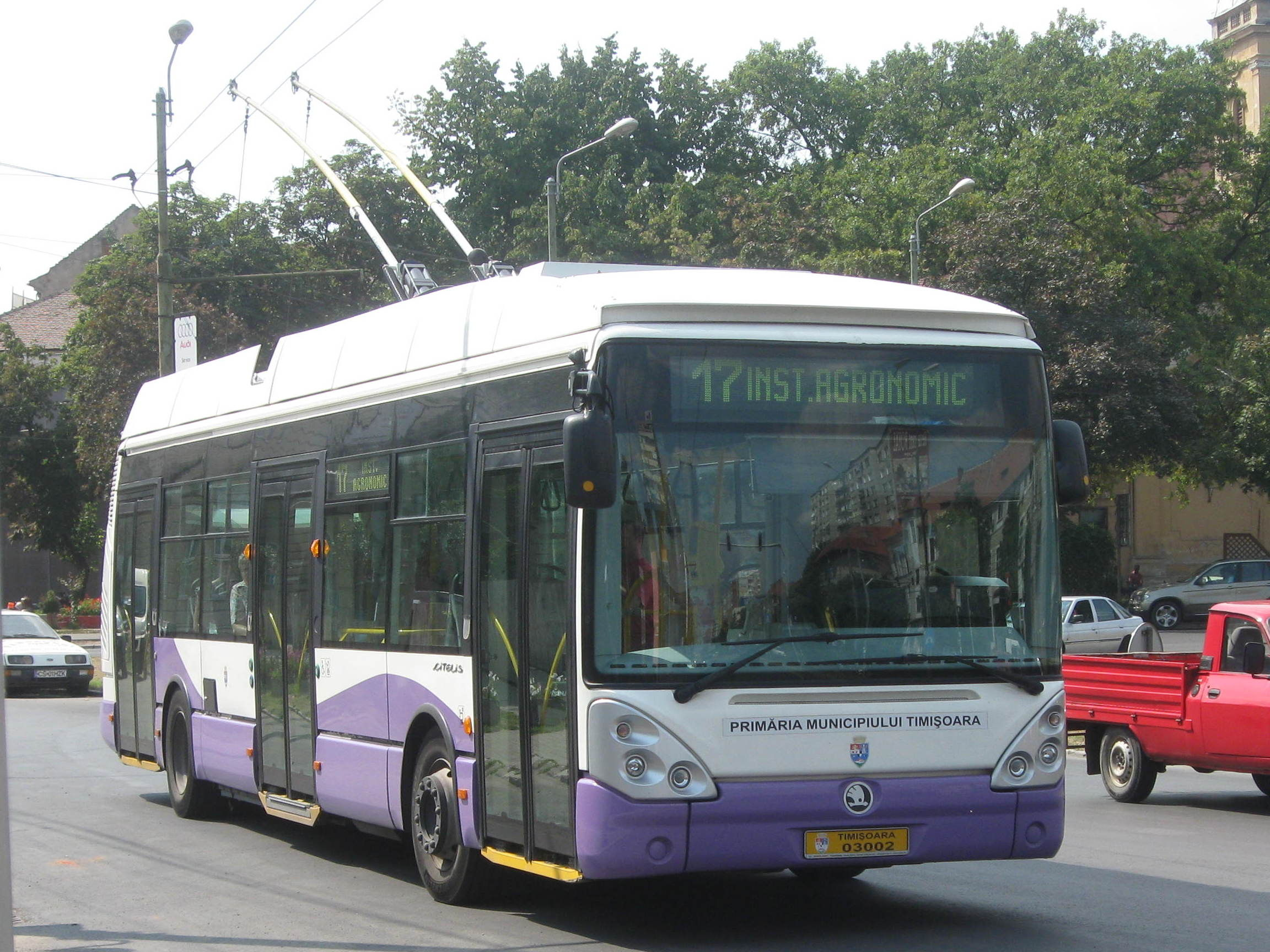
Škoda 24Tr v rumunském Temešváru

Ještě před opuštěním ostrovského závodu uzavřela v roce 2003 plzeňská Škoda Electric exkluzivní smlouvu se společností Irisbus na dodávky autobusových karoserií, která byla ukončena v roce 2008; spolupráce Škody a Irisbusu (resp. Iveca Czech Republic) však trvá i nadále. Zástavbou elektrické výzbroje na bázi IGBT do původně autobusových skříní Irisbus vznikly dva typy nízkopodlažních trolejbusů: standardní vůz Škoda 24Tr (prototyp 2003, výroba od 2004), a třínápravový kloubový vůz Škoda 25Tr (prototyp 2004, výroba od 2005). Do roku 2005 využívaly tyto modely karoserií Citybus 12M/Citybus 18M (resp. Agora) a následně do konce roku 2007 Citelis 1A 12M/Citelis 1A 18M, od podzimu 2007 to jsou upravené verze s označením Citelis 1B. Oba typy, 24Tr i 25Tr, jež jsou vyráběny dodnes, je také možné na přání zákazníka vybavit pomocným pohonem buď ve formě dieselagregátu nebo trakční akumulátorové NiCd baterie.
Po ukončení exkluzivní smlouvy začala Škoda Electric na jaře 2008 spolupracovat také s polským autobusovým výrobcem Solaris Bus & Coach, který jí od té doby dodává tři typy nízkopodlažních trolejbusových karoserií Trollino. Jako první byl již v roce 2008 vyroben třínápravový model Škoda 28Tr o délce 15 metrů, roku 2009 byl představen standardní dvounápravový vůz Škoda 26Tr o délce 12 metrů a v roce 2010 doplnil řadu také třínápravový kloubový model Škoda 27Tr o délce 18 m. Jejich elektrická výzbroj s IGBT prvky je shodná s výzbrojí použitou u typů 24Tr (oproti němu má však 26Tr slabší motor), resp. 25Tr (u 27Tr a 28Tr). Všechny tři typy, z nichž jsou modely 26Tr a 27Tr vyráběny dodnes, je možné na přání zákazníka vybavit pomocným zdrojem pohonu, což může být dieselagregát, trakční baterie nebo superkapacitory. Označení 29Tr bylo určeno pro projekt tříčlánkového trolejbusu, jehož pohon řešila Škoda Electric od roku 2012 bez určení výrobce karoserie.
Posledním z trojice autobusových výrobců, se kterými Škoda Electric spolupracuje, je SOR Libchavy, jenž poskytuje nízkopodlažní trolejbusové karoserie TNB 12 a TNB 18. Prototypy standardního trolejbusu Škoda 30Tr o délce 12 metrů i třínápravového kloubového typu Škoda 31Tr o délce téměř 19 metrů a s pěticí vstupních dveří byly v Plzni dokončeny na konci roku 2010, sériová výroba byla zahájena v roce 2011. Oba modely disponují obdobnou modulární výzbrojí na IGBT bázi jako mají typy 24Tr–28Tr, zástavba pomocného dieselagregátu je také možná. Od roku 2018 je nabídka rozšířena o typy Škoda 32Tr (12 m) a Škoda 33Tr (kloubový 18 m), které využívají karoserie vycházející z autobusů typů SOR NS 12 a SOR NS 18. Tyto trolejbusy mohou také disponovat bateriemi pro jízdu mimo trolejové vedení.
Zatímco typové označení 34Tr nebylo veřejně použito, v letech 2018 a 2020 byly vyrobeny dva prototypy kloubového trolejbusu Škoda 35Tr, jehož karoserie pochází z autobusu Iveco Urbanway 18M.
Poté, co skupina PPF v roce 2019 zakoupila Škodu Transportation a v roce 2020 získala 50% podíl tureckého výrobce autobusů Temsa, začal vznikat projekt trolejbusu Škoda 36Tr s karoserií Temsa, jehož první prototyp byl představen v květnu 2022. Využití typového označení 37Tr není známo. Ve spolupráci se společností Solaris Bus & Coach byl posléze realizován tříčlánkový trolejbus Škoda-Solaris 24m (38Tr), jehož první kusy byly vyrobeny v roce 2023.

## Značení typů trolejbusů
Trolejbusy vyráběné Škodou mají typické označení podobné značení jiných vozidel vyráběných touto skupinou. Označení se skládá z pořadového čísla typu tak, jak byly postupně navrženy a vyvíjeny, a písmen „Tr“ (značící trolejbus), bez mezery mezi znaky. Výjimkou byl pouze model Škoda T 11. První typ je tedy značen jako Škoda 1Tr, zatím nejvyšší číslo z vyrobených vozů má Škoda 38Tr.
Za písmeny „Tr“ se nachází číslo výrobní série, přičemž tyto série se mezi sebou často v detailech (ale i podstatnějších komponentech) odlišují. Číslice 0 je využívána pro ověřovací série (např. Škoda 14Tr0), běžné série začínají číslem 01 (např. Škoda 14Tr01 až Škoda 14Tr14). U typů 14Tr a 15Tr byly některé série značeny zvlášť pro napěťovou soustavu 600 V (číslice 6 za lomítkem, např. Škoda 14Tr08/6) a zvlášť pro soustavu 750 V (číslice 7 za lomítkem, např. Škoda 14Tr08/7). Některé typy byly vyráběny také ve výrazněji odlišných variantách, které jsou značeny přidaným písmenem či písmeny za číselným označením (např. Škoda 14Tr17/6M).
Počínaje typem 24Tr už Škoda nepoužívá vlastní karoserie, nýbrž karoserie výrobců autobusů. Proto někdy bývá za číselné označení přidán název výrobce této karoserie (např. Škoda 24Tr Irisbus, Škoda 26Tr Solaris, Škoda 30Tr SOR).

## Seznam typů trolejbusů
| Typ       | Obrázek                                                | Série             | Dodávky                    | Roky výroby | Počet kusů | Poznámky                                                                  | Zdroj         |
| --------- | ------------------------------------------------------ | ----------------- | -------------------------- | ----------- | ---------- | ------------------------------------------------------------------------- | ------------- |
| 1Tr       |                                                        | —                 | Česko                      | 1936        | 1          | pouze prototyp                                                            | [ 2 ] [ 62 ]  |
| 2Tr       |                                                        | —                 | Česko                      | 1938        | 5          |                                                                           | [ 62 ] [ 63 ] |
| 3Tr       | Trolejbus Škoda 3Tr z roku 1947 v Plzni                | 1–3               | Česko                      | 1941–1948   | 34         |                                                                           | [ 7 ] [ 62 ]  |
| 6Tr       | Trolejbus Škoda 6Tr z roku 1949 v Brně                 | 1, 2              | Česko                      | 1949        | 16         |                                                                           | [ 62 ] [ 64 ] |
| 7Tr       | Trolejbus Škoda 7Tr z roku 1954 v Brně                 | 1–6               | Česko, Polsko, Slovensko   | 1950–1955   | 173        | vozy z části 2. série měly el. výzbroj ČKD                                | [ 62 ] [ 65 ] |
| 8Tr       | Trolejbus Škoda 8Tr z roku 1958 v Brně                 | 1–12              | viz přehled                | 1956–1961   | 742        |                                                                           | [ 62 ] [ 66 ] |
| 9Tr       | Trolejbus Škoda 9Tr z roku 1971 v Brně                 | 0–28              | viz přehled                | 1958–1982   | 7372       |                                                                           | [ 62 ] [ 67 ] |
| T 11      | Trolejbus Škoda T 11 z roku 1967 v Brně                | 0                 | Česko, Slovensko           | 1964–1967   | 8          | karoserie Karosa                                                          | [ 18 ] [ 62 ] |
| 14Tr      | Trolejbus Škoda 14Tr z roku 1989 v Tallinnu            | 0–14              | viz přehled                | 1972–1999   | 3265       | + 2 vozy ze soupravy TV–14Tr                                              | [ 62 ] [ 24 ] |
| TV – 14Tr |                                                        | —                 | Česko                      | 1985        | 1 souprava | souprava tvořená dvěma samostatnými vozy 14Tr                             | [ 27 ]        |
| 14TrE     | Trolejbus Škoda 14TrE z roku 1995 v Daytonu            | —, 2              | USA                        | 1995–1998   | 57         | kompletace Škoda Ostrov/AAI Baltimore                                     | [ 43 ] [ 62 ] |
| 14TrM     | Trolejbus Škoda 14TrM z roku 2009 v Bratislavě         | —, 13, 14, 17, 18 | viz přehled                | 1995–2004   | 291        | + 31 skeletů v letech 2002–2008 část skeletů vyrobena firmou JPR lighting | [ 41 ] [ 62 ] |
| 14TrSF    | Trolejbus Škoda 14TrSF z roku 2001 v San Franciscu     | —                 | USA                        | 1998–2003   | 241        | kompletace Škoda Ostrov/AAI Baltimore                                     | [ 44 ] [ 62 ] |
| 15Tr      | Trolejbus Škoda 15Tr z roku 1993 v Košicích            | 2, 3, 7, 8, 10–12 | viz přehled                | 1983–1995   | 469        | + 1 podvozek                                                              | [ 62 ] [ 68 ] |
| 15TrM     | Trolejbus Škoda 15TrM z roku 1996 v Plzni              | —, 10, 13         | Česko, Lotyšsko, Slovensko | 1995–2004   | 121        |                                                                           | [ 42 ] [ 62 ] |
| 15TrSF    | Trolejbus Škoda 15TrSF z roku 2003 v San Franciscu     | —                 | USA                        | 1999–2003   | 33         | kompletace Škoda Ostrov/AAI Baltimore                                     | [ 45 ] [ 62 ] |
| 17Tr      | Trolejbus Škoda 17Tr z roku 1987 v Brně                | —                 | Česko                      | 1987–1990   | 3          | karoserie Karosa                                                          | [ 32 ] [ 62 ] |
| 21Tr      | Trolejbus Škoda 21Tr z roku 2000 v Brně                | —                 | viz přehled                | 1995–2004   | 135        | + 2 nedokončené skelety, z jednoho postaven elektrobus 21Eb               | [ 38 ] [ 62 ] |
| 22Tr      | Trolejbus Škoda 22Tr z roku 2003 v Brně                | —                 | Česko, Maďarsko            | 1993–2004   | 13         | 1. prototyp měl el. výzbroj AEG                                           | [ 36 ] [ 62 ] |
| 24Tr      | Trolejbus Škoda 24Tr z roku 2006 v Mariánských Lázních | —                 | viz přehled                | 2003–2014   | 285        | karoserie Irisbus                                                         |               |
| 25Tr      | Trolejbus Škoda 25Tr z roku 2006 v Bratislavě          | —                 | Česko, Slovensko           | 2004–2014   | 78         | karoserie Irisbus                                                         |               |
| 26Tr      | Trolejbus Škoda 26Tr z roku 2009 v Teplicích           | —                 | viz přehled                | 2009–dosud  | 311        | karoserie Solaris                                                         |               |
| 27Tr      | Trolejbus Škoda 27Tr z roku 2013 v Otrokovicích        | —                 | viz přehled                | 2009–dosud  | 384        | karoserie Solaris                                                         |               |
| 28Tr      | Trolejbus Škoda 28Tr z roku 2009 v Brně                | —                 | Česko                      | 2008–2015   | 35         | karoserie Solaris                                                         |               |
| 30Tr      | Trolejbus Škoda 30Tr z roku 2016 v Pardubicích         | —                 | Česko, Slovensko           | 2010–2020   | 159        | karoserie SOR                                                             |               |
| 31Tr      | Trolejbus Škoda 31Tr z roku 2011 v Prešově             | —                 | Česko, Slovensko           | 2010–2020   | 149        | karoserie SOR                                                             |               |
| 32Tr      | Trolejbus Škoda 32Tr z roku 2018 v Opavě               | —                 | Česko, Litva               | 2018–dosud  | 152        | karoserie SOR                                                             |               |
| 33Tr      | Trolejbus Škoda 33Tr z roku 2019 v Teplicích           | —                 | Česko                      | 2019–dosud  | 2          | karoserie SOR                                                             |               |
| 35Tr      | Trolejbus Škoda 35Tr z roku 2020 ve Zlíně              | —                 | Česko                      | 2018–2020   | 2          | karoserie Iveco                                                           |               |
| 36Tr      | Trolejbus Škoda 36Tr z roku 2022 v Praze               | —                 | Česko                      | 2022–dosud  | 22         | karoserie Temsa                                                           |               |
| 38Tr      | Trolejbus Škoda 38Tr z roku 2023 v Praze               | —                 | Česko, Slovensko           | 2023–dosud  | 36         | karoserie Solaris, obchodní název Škoda-Solaris 24m                       |               |

Dodávky
- 8Tr: Česko, Čína, Gruzie, Litva, Lotyšsko, Německo, Polsko, Rumunsko, Slovensko, Ukrajina
- 9Tr: Afghánistán, Arménie, Ázerbájdžán, Bulharsko, Česko, Estonsko, Gruzie, Indie, Litva, Lotyšsko, Německo, Norsko, Polsko, Slovensko, Ukrajina
- 14Tr: Arménie, Ázerbájdžán, Bosna a Hercegovina, Bulharsko, Česko, Čína, Estonsko, Gruzie, Kazachstán, Litva, Lotyšsko, Maďarsko, Moldavsko, Německo, Rusko, Slovensko, Ukrajina, Uzbekistán
- 14TrM: Česko, Kazachstán, Litva, Lotyšsko, Moldavsko, Rusko, Slovensko, Turkmenistán, Ukrajina, Uzbekistán
- 15Tr: Česko, Estonsko, Írán, Litva, Lotyšsko, Maďarsko, Slovensko, Ukrajina
- 21Tr: Bosna a Hercegovina, Česko, Maďarsko, Slovensko
- 24Tr: Česko, Lotyšsko, Rumunsko, Slovensko, Uzbekistán
- 26Tr: Bulharsko, Česko, Rumunsko, Slovensko
- 27Tr: Bulharsko, Česko, Lotyšsko, Slovensko

Poznámka: Seznam je seřazen dle továrních typů, začíná tedy trolejbusem Škoda 1Tr a končí zatím posledním typem Škoda 38Tr. Řada mezi těmito dvěma modely ale není kompletní, neboť některé typy byly sice vyprojektovány, k jejich výrobě ale z různých příčin nedošlo (chybí tedy např. trolejbusy Škoda 4Tr, 5Tr a další). O některých nerealizovaných projektech pojednává článek Nerealizované trolejbusy Škoda.
Za označením a fotografií typu se nachází sloupce „Série“, kde jsou uvedena (známá) čísla výrobních sérií. V „Dodávkách“ jsou uvedeny současné státy, na jejichž území byl daný typ vyvážen. Následují sloupce „Roky výroby“, „Počet vozů“ vyrobených v rámci daného továrního typu a „Poznámky“. Poslední sloupec „Zdroj“ uvádí odkazy na zdroje informací k jednotlivým typům v tabulce.

## Další typy trolejbusů s elektrickou výzbrojí Škoda
Škoda se také podílela na výrobě dalších trolejbusů, které do kterých zabudovávala či zabudovává svoji elektrickou výzbroj. V tabulce níže jsou uvedeny tyto typy podle roků výroby. Seznam není úplný.
| Typ                           | Obrázek                                                                                       | Ostatní firmy participující na výrobě | Dodávky             | Roky výroby | Počet vyrobených vozů (stav k 10. 10. 2022) | Poznámky       | Zdroj                                                                                             |
| ----------------------------- | --------------------------------------------------------------------------------------------- | ------------------------------------- | ------------------- | ----------- | ------------------------------------------- | -------------- | ------------------------------------------------------------------------------------------------- |
| Škoda-Sanos S 200             | Trolejbus Škoda-Sanos S 200 z roku 1986 ve Zlíně                                              | FAS 11. Oktomvri, Energoinvest        | viz přehled         | 1982–1987   | 77                                          |                | [ 62 ] [ 69 ]                                                                                     |
| Škoda-Sanos S 115             |                                                                                               | FAS 11. Oktomvri                      | Bosna a Hercegovina | 1987        | 1                                           | pouze prototyp | [ 62 ] [ 70 ]                                                                                     |
| ŠEAL 100                      |                                                                                               | Energoinvest, Vaso Miskin Crni        | Bosna a Hercegovina | 1987–1997   | 3                                           |                | [ 62 ] [ 71 ]                                                                                     |
| Neoplan AN440LF-ETB           | Trolejbus Neoplan AN440LF/ETB z roku 2004 v Cambridge                                         | Neoplan USA                           | USA                 | 2002–2005   | 28                                          |                | [ 62 ] [ 72 ]                                                                                     |
| MTRZ-5279-0000010             | Trolejbus MTRZ-52791 z roku 2004 v Moskvě                                                     | LiAZ, MTRZ                            | Rusko               | 2003–2004   | 9                                           |                | [ 73 ] [ 74 ]                                                                                     |
| Neoplan DMA-460LF             | Duobus Neoplan DMA-460LF z roku 2005 v Bostonu                                                | Neoplan USA                           | USA                 | 2004–2005   | 32                                          | duobus         | [ 62 ] [ 75 ]                                                                                     |
| MTRZ-52791                    |                                                                                               | LiAZ, MTRZ                            | Rusko               | 2004–2005?  | 10?                                         |                | [ 73 ] [ 76 ]                                                                                     |
| BredaMenarinibus Avancity +SF |                                                                                               | BredaMenarinibus                      | Itálie              | 2010–2012   | 45                                          |                | [ 77 ] [ 78 ] [ 79 ]                                                                              |
| Solaris Trollino 12           | Trolejbus Solaris Trollino 12 z roku 2011 v Lublinu                                           | Solaris Bus & Coach                   | viz přehled         | 2009–dosud  | 233                                         |                | [ 79 ] [ 80 ] [ 81 ] [ 82 ] [ 83 ] [ 84 ] [ 85 ] [ 86 ] [ 87 ] [ 88 ] [ 89 ] [ 90 ] [ 91 ] [ 92 ] |
| Solaris Trollino 18           | Trolejbus Solaris Trollino 18 z roku 2020 v Bergenu                                           | Solaris Bus & Coach                   | viz přehled         | 2015-dosud  | 152                                         |                | [ 86 ] [ 87 ] [ 88 ] [ 91 ] [ 93 ] [ 94 ] [ 95 ] [ 96 ]                                           |
| Ikarus-Škoda Tr187.2          |                                                                                               | Magyar Trolibusz                      | Maďarsko            | 2013–2014   | 13                                          |                | [ 83 ] [ 97 ]                                                                                     |
| Iveco Crealis Neo 18          | Kloubový trolejbus IVECO Crealis Neo 18M s elektrickou výzbrojí ŠKODA ve francouzském Limoges | Iveco France                          | Francie, Itálie     | 2014–dosud  | 57                                          |                | [ 98 ] [ 99 ] [ 100 ] [ 101 ] [ 102 ] [ 103 ]                                                     |
| SOR TNS 12                    |                                                                                               | SOR Libchavy                          | Slovensko           | 2023        |                                             |                | [ 104 ]                                                                                           |

Dodávky
- Škoda-Sanos S 200: Bosna a Hercegovina, Česko, Rusko, Slovensko, Srbsko
- Solaris Trollino 12: Bulharsko, Francie, Itálie, Litva, Maďarsko, Polsko, Portugalsko, Rumunsko, Španělsko, Švédsko
- Solaris Trollino 18: Itálie, Maďarsko, Norsko, Rumunsko

Kromě uvedených typů spolupracovala Škoda Electric také s firmou Belkommunmaš, pro jejíž trolejbusy, určené bývalým státům SSSR, dodávala asynchronní pohony a trakční motory (desítky kusů – stav v roce 2008). Škoda rovněž dodává samostatné trakční trolejbusové motory, jejich dodávky do Evropy a Severní Ameriky dosáhly do roku 2005 počtu 955 kusů.